# Neptis vidua
Neptis vidua är en fjärilsart som beskrevs av Otto Staudinger 1889. Neptis vidua ingår i släktet Neptis och familjen praktfjärilar. Inga underarter finns listade i Catalogue of Life.